# Bullet Tree Falls
Bullet Tree Falls es una comunidad del distrito de Cayo, Belice. En el censo realizado en el año 2010, su población era de 2.124 habitantes.

## Gallery

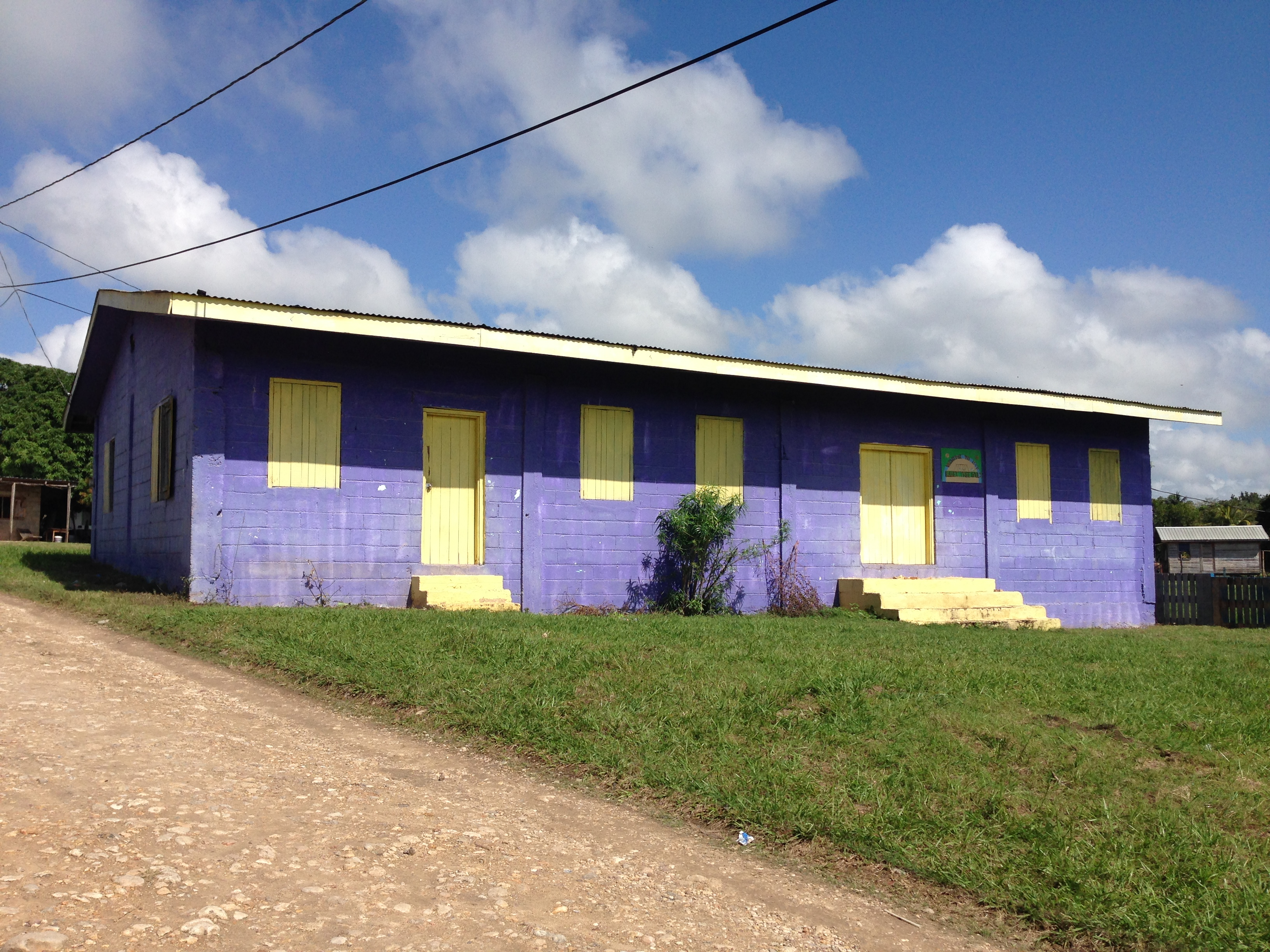
El Centro de la Comunidad
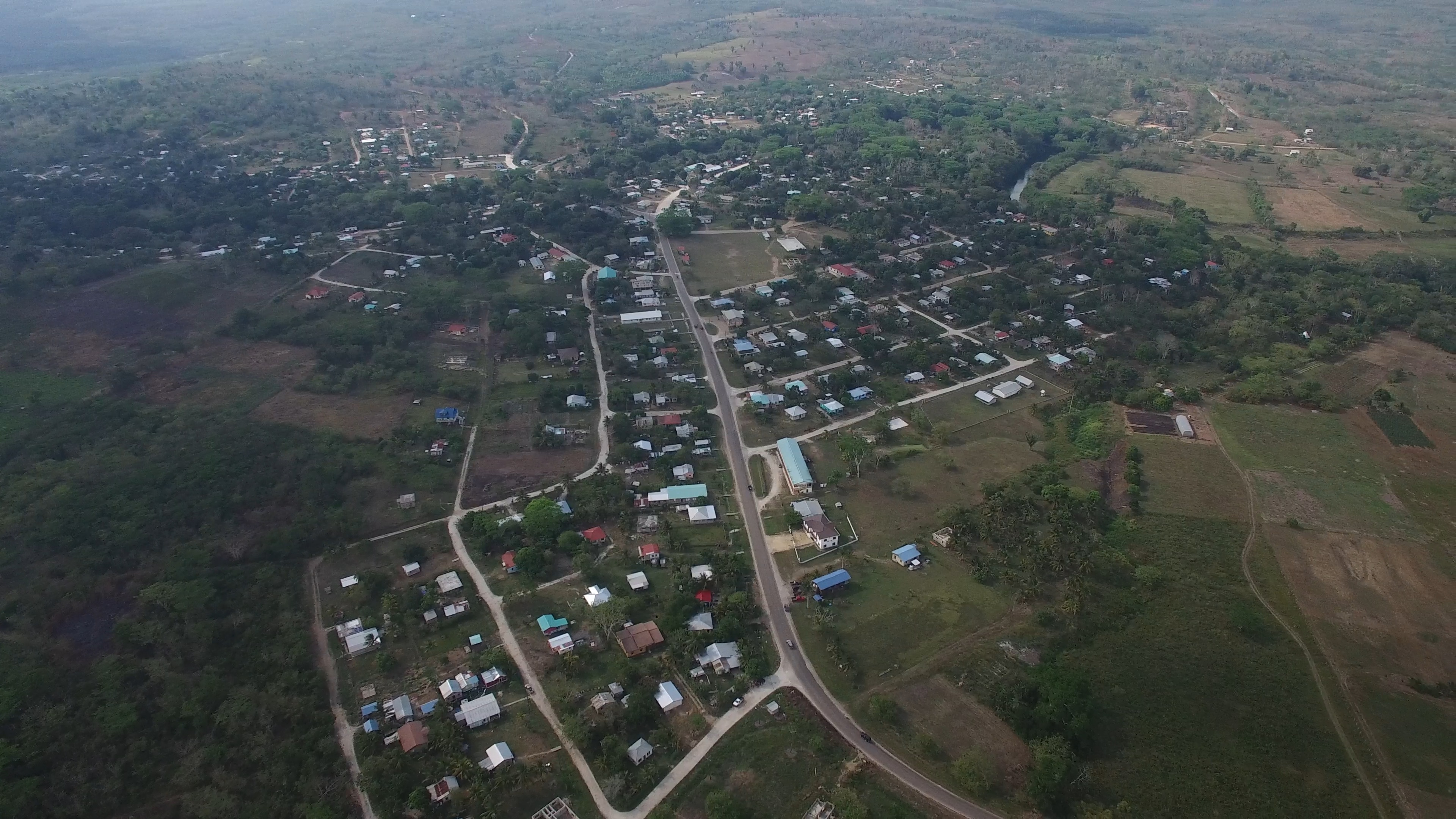
Aerial view of the village
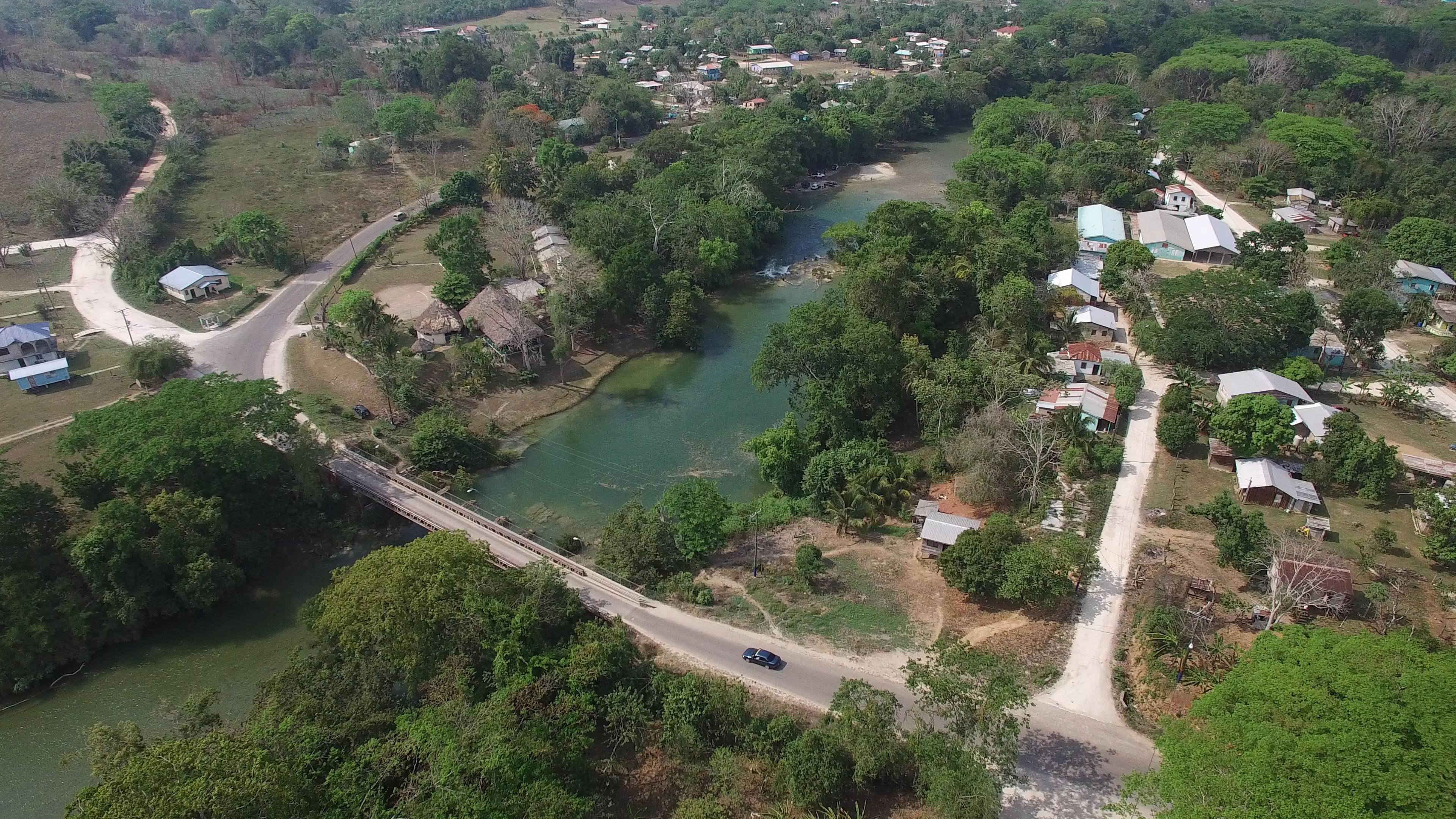
The Salvador Fernandez Bridge and Mopan River

- Datos: Q4996816
- Multimedia: Bullet Tree Falls / Q4996816